# ZOMBIE LOLITA
ZOMBIE LOLITA(ゾンビロリータ)は日本のパフォーマンス集団。通称「ゾンロリ」。2001年頃から活動開始。約20年前の前身劇団「チャイナマーブル」の楽団を軸に結成。当初はベース、ドラム、ギターの3ピースに女性パフォーマーが十数名で始まり、数々のメンバー交代を経て現在に至る。

## メンバー
メンバーの中には1人何役の者もおり、演目ごとに名前が違う事がある。
全員、白塗りをしている。

### 楽団
チャナ -CHANA-（団長/Guitar）
ゾンビロリータ団長。
作曲、作詞、イラスト、デザイン、メイク、構成、演出、劇作家、バンドプロデューサー。
HIDEATH -ヒデス-（Drum）
「劇団チャイナマーブル」からのオリジナルメンバー。
ブラストビート、高速ドラミングを主に得意とする。
黒色乙女 -くろいろおとめ-（Guitar/vocal）
2011年加入。2015年1月より休養のため一時脱退。
当初はヴォーカルのみの参加だったが現在はギターメインとなっている。
DAHLIA、紅蓮飛鳥、肥溜下子、グロリア、月乃るび、愛弓を担当。
わんたろう -WANTARO-（Bass）
2005年一時加入。2012年に復活し正式加入。
ライブパフォーマンス、女装などを得意とし積極的に行う姿が度々見られる。
義眼城柊子 -ぎがんじょうとうこ-（key board）
2013年加入。
鍵盤から効果音まで担当している。

### 非常勤
暗黒裏子 -あんこくうらこ-（Bass）
2012年加入。ゴシックユニット-MIDARI-のみ参加。
玉絵 -たまえ-（Piano/vocal）
ピアノとオペラボイスを得意とする。

### パフォーマー（フロント）
病子 -やんこ-
2012年加入。
凪月、月乃桜子、DAMIE、蟲頭雲子を担当。
ミカ -みか-
2002年加入。
エリザベス666jr、未枷、月乃しずく、血乃希世、便所虫梅子を担当。
暴走ゾンビロリータ族ユニット-bira-ではエリザベス666Jr.で強烈なヘドバンを見せている。
魔魅威雪子 -まみいゆきこ-（役者）
結成当初のオリジナルメンバー。
アングラ演劇-極東第弐霊安室-のみ参加。

### 活動休止中
- 紅未血 -くみっち-（Performer）2005年加入。
- 巣魔吸 -すまきゅう-（Performer）
- 彼岸花幽子 -ひがんばなゆうこ-（Performer）2001年加入
- マリア（Performer）
- 宇宙☆海月 -うちゅうくらげ-（Peformer）2005年加入。
- 死人麗子 -しびとれいこ-（Performer）2005年加入。
- 黒色乙女-くろいろおとめ-(Guitar)

### ゲストメンバー
- クラヤミベティー（役者）
- 嘛璃 -MARI-（from 霞鳥幻樂団）（Performer）
- 遊帰依 -ゆきえ-（役者）
- 大島朋恵 -おおしまともえ-（役者）

### 旧メンバー

#### Guitar
- 齋藤（オリジナルメンバー）
- 鬼殺
- ジミー
- FJジェイソン（2009-2011年,2015年復帰）

#### Bass
- 髑髏瞳（オリジナルメンバー/2001-2007年）
- はみちん（2006-2008年）
- ウエケン（2008-2012年）

#### Key board
- 凜怜（?-2011年）
- mikimiki（2003-2005年）
- 邪犯(2015年)

#### Performer
- 田中ミサ(オリジナルメンバー) 現、M.M.S（MISA Musical Studio）の主宰者。大阪公演の際、ゾンビロリータとM.M.Sで大阪ゾンビロリータとして共演している。
- 安奈
- アキノ
- あや野
- しゅん
- エリザベス666
- スズユウ
- KICCA
- 血首 (2012-2014年)
- 死逝子(2012年-2015年2月27日) 小絵華、月乃あい、グリン子担当
- ジャスミン
- MAIKO

## ユニット
演出のコンセプトによってユニット形式をとっている。演劇の時もあれば、MC一切なしのライブもあり、ユニットよって出演するメンバーが異なる事もある。
- HYMENs
- bira
- 極東第弐霊安室
- カナリア
- 流血姫
- MIDARI
- 蟲頭亀子
- 姫手裂
- 薔薇子
- 虹子と虹丸
- 少女サバト
- 失恋旅団
- alice in dead
- WIN TAIL FROM HELL
- 土星の夢火星の恋金星の花束
- アナル スプラッシュ
- クンニロリータ（緊急出動）
- 血みどろ双子
- ダブルファックユー
- ZOZOCO
- 魔血子
- 歪み
- 毒子
- 少女の王国
- エロ犬

## 年譜・活動
- 2001年、ライブ活動開始
  - 初期メンバー
  - ギター：チャナ団長、齋藤
  - ドラム：HIDEATH
  - ベース：髑髏瞳
  - パフォーマー：魔魅威由希子、田中ミサ（M.M.S）、etc
- 2002年、彼岸花幽子、ミカ加入
- 2003年、mikimiki加入
- 2005年、渋谷クアトロ出演、O-EAST出演、宇宙☆海月、聖子、来未血加入、わんたろう一時加入、mikimiki脱退
- 2006年、はみちん(Bass)加入
  - 10月、ミドリ、ぐしゃ人間 スリーマンライブ（池袋手刀）
- 2007年、髑髏瞳(Bass)脱退
- 2008年、はみちん(Bass)脱退、ウエケン(Bass)加入
- 2009年
  - 7月、8周年記念ワンマン
  - 11月、ジェイソン(Guitar)加入
- 2010年8月、9周年記念ワンマン「毒園」リリース
- 2011年
  - 6月、ジェイソン(Guitar)脱退、黒色乙女加入
  - 7月、10周年記念ワンマンライブ（池袋手刀）
  - 凜怜脱退
- 2012年
  - 1月、ウエケン(Bass)脱退
  - 2月、わんたろう(Bass)復活加入
  - 6月、血首加入
  - 7月、11周年記念ワンマンライブ/三軒茶屋Heaven's Door
  - 暗黒裏子(Bass)加入
  - 9月、死逝子加入
  - 10月、病子加入
  - 11月、団長還暦記念ワンマンライブ（池袋手刀）
- 2013年
  - 1月、義眼城柊子(Key board)加入
  - 3月、カイモクジショウ、個人主義激場と3マンライブ(新宿ANTIKNOCK)
  - ワンマンライブ三軒茶屋Heaven's Door※ソールドアウト
  - CD「カナリア」リリース
  - 10月、玉絵復帰
  - 11月、団長生誕祭ワンマンライブ(新宿ANTIKNOCK)

## 音楽性・世界観
アングラ演劇、バンド、イラスト、写真、音楽、など様々な形式を用いり実験的に作品を表現しており、主にグラインドコア、デスメタル、オペラティック・メタル、スラッシュ・メタル、ハードコアなど速くて重い楽曲が多い。ヴォーカルはデスボイス、ガテラル、シャウト、アニメ声などを用いる。
歌詞は女性目線の内容が多く、女の妬み、恨み、可愛らしさ、ヒステリー、少女の思い、死や生、エログロといった人間のドロドロしい物語が多く、見た目はゴシックや血まみれのセーラー服、ウエディングドレス、旧日本軍を思わせるものなど、非日常の世界観と妄想が印象。
ユニットによっては振り付けや、かなり過激なヘッドバンギングをする事もある。

## ディスコグラフィー
- 「乙女祭」（7周年記念CD）
- MARIA NAOMI「妄り妄想咲き乱れ」
- Ring Ley「VALACO」
- 「カナリア」（2013年7月13日）
- 極東第弐霊安室「第四テント」（2013年11月1日）
- コンピレーション・アルバム『東京ゲリラ2』(2009年)「東京みかたん」参加

## メディア
- 2012年
  - 4月　Alamode Magazine巻頭スペシャルピックアップ掲載
- 2013年
  - 1月　テレビ朝日「musicる TV」もしかしたら売れるかもしれないメジャーデビューしてないアーティストが見れる店　出演
  - 7月　テレビ朝日「musicるTV」もしかしたら売れるかもしれないメジャーデビューしてないアーティストが見れる店　出演
  - 10月　テレビ朝日「musicるTV」もしかしたら売れるかもしれないメジャーデビューしてないアーティストが見れる店　出演
  - 11月　日本テレビ「NGファイヴ」出演
- 2014年
  - 1月　テレビ朝日「musicるTV」もしかしたら売れるかもしれないメジャーデビューしてないアーティストが見れる店　パフォーマンス賞ノミネート

### スコッティ
楽曲「カンニバル・ティッシュ」をライブで演奏する際、大量のティッシュを撒く事がある。
テレビ朝日「musicるTV」でそのシーンが流される際、局が日本製紙クレシアに許可を取ったという逸話がある。